# Сант'Иполито (Козенца)
Сант'Иполито је насеље у Италији у округу Козенца, региону Калабрија.
Према процени из 2011. у насељу је живело 706 становника. Насеље се налази на надморској висини од 454 м.